# غضب الأعمى
غضب الأعمى (بالإنجليزية: Blind Fury)‏ هو فيلم الساموراي والأكشن الأمريكي تم إنتاجه عام 1989 من تاليف «تشارلز روبرت كارنر» ومن إخراج فيليب نويس، وقصة الفيلم مأخوذة من فيلم الساموراي الياباني «زاتويتشي المتحدي» الجزء 17 ضمن سلسلة أفلام «زاتويتشي» اليابانية. الفيلم من بطولة راتغر هاور وتيري أوكوين والطفل براندون كول.

## قصة الفيلم
نيك باركر (راتغر هاور)، وهو جندي أمريكي خدم في حرب فيتنام، يصاب بالعمى نتيجة انفجار قذائف هاون في هجوم على الجيش الأمريكي، بعد أن يضيع في الغابات بوقت قصير، يتم انقاذه من قبل السكان القرويين المحليين الذين يقومون بمساعدته على استعادة صحته. وعلى الرغم من فقدانه لبصره، إلا انه يتم تدريب من قبل سيد محلي على القتال والمبارزة بالسيف بواسطة حواسه الأخرى.
بعد عدة سنوات يعود إلى الولايات المتحدة، ويقوم بزيارة صديقه القديم في الجيش فرانك ديفرو (تيري أوكوين)، فيجده مفقود. واثناء زيارته لعائلة صديقه القديم يتعرض منزلهم للهجوم من قبل مجموعة مسلحة، ويقوم بأنقاذ بيلي (براندون كول) ابن صديقه فرانك من الهجوم الذي أدى إلى مقتل أم بيلي (ميغ فوستر) بعد اطلاق النار عليها من قبل عضابة الرجل الشرير ماكريدي (نوبل ويلينغهام)، حيث يحاول رجاله خطف بيلي من أجل استغلاله كورقة ضغط على والده فرانك ديفرو. ليجبره على صناعة عقاقير مخدرة حيث يخطط ماكريدي لبيعها في الكازينو الخاص به إلى عصابة أخرى.
يقرر باركر مساعدة الطفل في إيجاد والده، الذين تم اختطافه. فتبدأ مطاردة باركر وبيلي، من قبل رجال ماكريدي والشرير الرئيسي (راندال «تكس» كوب)، تشق طريقها إلى مدينة رينو بولاية نيفادا، وهنا يتعلق الاثنان ببعضها البعض بعد بداية صعبة فيما بينهما، فيقوم بالدفاع المستميت عن الطفل بيلي ويستخدم مهاراته لأحباط العديد من الهجمات التي يقوم بها الأشرار.
تسلل باركر إلى عرين ماكريدي وفشل رجاله في القبض على الطفل بسبب مهارات باركر في فنون الدفاع عن النفس، تجعله يستأجر قاتل ياباني (شو كوسغي) لهزيمة باركر. وهذا يؤدي إلى معركة بالسيوف وقتال شرس بين الجانبين داخلا مكتب ماكريدي، والتي تنتهى بسقوط القاتل الياباني في حوض استحمام ساخن ومكهرب.

## إنتاج الفيلم
قضى منتج الفيلم «تيم ماثيسون» وشريكه «دانيال غرودنيك» سبع سنوات في محاولة للعثور على موزع للفيلم. وفي عام 1986 عقد المنتجين صفقة مع الموزع السينمائي تري ستار بيكتشرز. وفقا لغرودنيك، تم التعاقد مع كتاب السيناريو والمخرجين للمشروع قبل التعاقد مع فيليب نويس مخرجاً للفيلم.
صرح الممثل راتغر هاور بأن فيلم غضب الاعمى «من أصعب الأعمال» بسبب المزج بين لعب المبارزة ودور الرجل الأعمى. وقضى هاور في التدريب لشهر مع المدرب «لين مانينغ» الذي كانت كلماته الأولى له «أنا لا أصاب بالتشويش بسبب ما أرى من حولي...».
تم تصوير الفيلم في جميع أنحاء الغرب الأوسط من الولايات المتحدة، حيث خضع كادر الممثلين وطاقم العمل لظروف جوية شديدة بسبب الرطبة. وعن الظروف الجوية الشديدة، قال ماثيسون: «لقد تم التصوير في الغرب والغرب الأوسط، وكان الجو حارا بشكل لا يصدق. كل شيء كان ملتهب. لقد انتهى الأمر شراء حو سباحة للكادر وطاقم العمل لمواجهة درجات الحرارة العالية».

## اصداء
في برنامج تلفزيوني مشترك بين نقاد السينما روجر إيبرت وجون سيسكل اعطى الاثنان علامة ممتازة للفيلم. بينما حصل الفيلم على تقييم بنسبة 58٪ في موقع الطماطم الفاسدة مع متوسط تصنيف 4.7 من أصل 10.
وقد قلصت النسخة البريطانية من مدة الفيلم عندما تم اصداره على نسخة في إتش إس، حيث تم حذف مشهد الحوار الذي يتكلم عن «خلط البنزين مع المنظفات...» وقد حذف بسبب مخاوف المجلس البريطاني لتصنيف الأفلام من تقليدها من قبل المشاهدين.

## الممثلون
- راتغر هاور في دور نيك باركر
- تيري أوكوين في دور فرانك ديفرو
- براندون كول في دور بيلي ديفرو
- ميغ فوستر في دور لين ديفرو
- نوبل ويلينغهام في دور ماكريدي
- شو كوسغي في دور القاتل الياباني
- ليزا بلونت في دور آني وينشستر
- نيك كاسافيتيس في دور لايل بايك
- ريك أوفرتون في دور تيكتور بايك
- راندال "تكس" كوب في دور الرجل الشرير
- تشارلز كوبر في دور كوب
- جوليا غونزاليس في دور فتاة اللاتينية

## روابط خارجية
- غضب الأعمى على موقع IMDb (الإنجليزية)
- غضب الأعمى على موقع روتن توميتوز (الإنجليزية)
- غضب الأعمى على موقع نتفليكس (الإنجليزية)
- غضب الأعمى على موقع قاعدة بيانات الأفلام العربية
- غضب الأعمى على موقع ألو سيني (الفرنسية)
- غضب الأعمى على موقع Turner Classic Movies (الإنجليزية)
- غضب الأعمى على موقع أول موفي (الإنجليزية)
- غضب الأعمى على موقع فيلمافينيتي (الإسبانية)
- غضب الأعمى على موقع قاعدة بيانات الأفلام السويدية (السويدية)
- غضب الأعمى على موقع قاعدة بيانات الفيلم (الإنجليزية)